# Bárbara Seixas
Bárbara Seixas de Freitas (Rio de Janeiro, 8 maart 1987), spelersnaam Bárbara, is een Braziliaans beachvolleybalster.

## Biografie
Seixas begon op tienjarige leeftijd met beachvolleybal. In 2003 bereikte ze samen met Carolina Solberg Salgado de finale van de wereldkampioenschappen voor de jeugd in Pattaya en een jaar later herhaalde het duo dit succes door opnieuw de finale in Termoli te halen. In 2005 wist Seixas samen met haar nieuwe partner Carolina Aragao wereldkampioene bij de jeugd te worden in Saint-Quay-Portrieux, maar later dat jaar eindigden ze op de 25e plaats bij de wereldkampioenschappen voor junioren in Rio de Janeiro. Het duo won in 2006 alsnog de wereldtitel bij de junioren in Mysłowice en Seixas maakte ook haar debuut in de FIVB World Tour op het Acapulco Open.
Seixas werd een jaar later in Modena opnieuw wereldkampioene bij de junioren, ditmaal met Liliane Maestrini. In 2009 speelde ze een aantal toernooien met Claudinere Bento Sabino, waarna ze pas in 2012 terugkeerde op toernooien van de FIVB-wedstrijdkalender met Ágatha Bednarczuk als nieuwe partner. Het duo speelde verschillende wedstrijden in de World Tour en een jaar later werden ze samen Braziliaans kampioen. Seixas vormde vervolgens de rest van het seizoen 2013 opnieuw een team met Maestrini. Ze behaalden onder meer de bronzen medaille bij de WK 2013 in Stare Jabłonki ten koste van het Amerikaanse duo April Ross en Whitney Pavlik.
Vanaf 2014 speelde Seixas weer samen met Bednarczuk en het duo heeft op twee uitzonderingen na alleen maar toptienplaatsen gehaald. Ze werden in 2015 bovendien wereldkampioen in Den Haag door in de finale hun landgenoten Taiana Lima en Fernanda Alves te verslaan. Het duo behaalde de derde plaats bij de World Tour Finals in Fort Lauderdale. In 2016 won Seixas met Bednarczuk de zilveren medaille op de Olympische Spelen in Rio de Janeiro. De finale werd in twee sets verloren van het Duitse duo Laura Ludwig en Kira Walkenhorst.
Sinds oktober 2016 vormt Seixas een duo met Fernanda. Bij de WK 2017 in Wenen werd het duo uitgeschakeld in de zestiende finale door het Canadese koppel Sarah Pavan en Melissa Humana-Paredes.

## Palmares
Kampioenschappen
- 2003:  WK U18
- 2004:  WK U18
- 2005:  WK U19
- 2006:  WK U21
- 2007:  WK U21
- 2013:  WK
- 2015:  WK
- 2016:  OS
- 2019: 5e WK

FIVB World Tour
- 2012:  Bangsaen Open
- 2013:  Grand Slam Rome
- 2013:  Grand Slam Gstaad
- 2014:  Grand Slam Shanghai

- 2014:  Puerto Vallarta Open
- 2014:  Grand Slam Long Beach
- 2014:  Grand Slam Klagenfurt
- 2015:  Praag Open
- 2015:  Stavanger Major
- 2015:  Grand Slam Saint Petersburg
- 2015:  Grand Slam Yokohama
- 2015:  Rio de Janeiro Open
- 2015:  World Tour Finals Fort Lauderdale
- 2015:  FIVB World Tour
- 2016:  Maceio Open
- 2016:  Hamburg Major
- 2017:  3* Xiamen
- 2018:  5* Fort Lauderdale
- 2018:  5* Wenen